# Deltaplan (sång)
Deltaplan (ryska: Дельтаплан) är en sovjetisk sång skriven av Eduard Artemjev och Nikolaj Zinovjev. Sången släpptes för första gången på Valerij Leontiev Musikalbum Muse 1983. 
Melodin till Deltaplan skrevs ursprungligen för filmen Rodnja (Родня) (1981). Senare skrev poeten Nikolaj Zinovjev flera verser till andra versioner av låten.